# John Leslie Dowe
John Leslie Dowe (nacido en 1962) es un botánico australiano en la Universidad James Cook, Townsville; especializado en sistemática y ecología de la familia de las palmeras Arecaceae. Desde principios de 1990, se enfoca en la flora australiana de las palmeras, proporcionando extensas revisiones de los géneros Archontophoenix, Caryota, Licuala, Linospadix , Livistona, y describiendo más de 25 nuevas especies de palmeras.

## Honores
Fue galardonado con un doctorado en 2001, por investigaciones sobre el género australiano de palma de abanico Livistona.

## Algunas publicaciones

### Libros
- John L. Dowe, Geoff Dennis, Colin McQueen, Jenny Birch. 1989. Palms of the Solomon Islands. Ed. Publication Fund, Palm and Cycad Societies of Australia. 56 pp. ISBN 0958793123
- 2001. Studies in the genus Livistona (Coryphoideae: Arecaceae). Ed. James Cook University. 666 pp.
- Anders Sánchez Barfod, Roy Banka, John L. Dowe. 2001. Field guide to palms in Papua New Guinea: with a multi-access key and notes on the genera. Nº 40 de AAU reports. Ed. Dept. of Systematic Botany, Aarhus University. 79 pp. ISBN 8787600552
- 2010. Australian Palms: Biogeography, Ecology and Systematics. Ed. CSIRO Publ. 304 pp. ISBN 0643096159

- La abreviatura «Dowe» se emplea para indicar a John Leslie Dowe como autoridad en la descripción y clasificación científica de los vegetales.[1]